# Olympische Sommerspiele 1928/Schwimmen – 100 m Freistil (Männer)
Der Schwimmwettkampf über 100 Meter Freistil der Männer bei den Olympischen Spielen 1928 in Antwerpen wurde am 10. und 11. August ausgetragen. Johnny Weissmüller schwamm mit einem neuen olympischen Rekord zur Goldmedaille. Silber gewann István Bárány vor dem Japaner Yasuji Miyazaki.

## Rekorde
Vor Beginn der Olympischen Spiele waren folgende Rekorde gültig.
| Weltrekord         | 57,4 s | Johnny Weissmüller | Miami, Vereinigte Staaten | 17. Februar 1924 |
| Olympischer Rekord | 58,6 s | Johnny Weissmüller | Paris, Frankreich         | 20. Juli 1924    |

Folgende neue Rekorde wurden aufgestellt:
| Olympischer Rekord | 58,6 s | Johnny Weissmüller | Finale       |
| Olympischer Rekord | 58,6 s | Johnny Weissmüller | Halbfinale 3 |

## Ergebnisse

### Vorläufe
Die Vorläufe wurden am 10. August ausgetragen. Die zwei ersten Athleten eines jeden Laufs sowie die der zeitschnellste Dritte aller Läufe qualifizierten sich für das Halbfinale.
Lauf 1
| Rang | Athlet          | Nation             | Zeit (min) | Anm. |
| ---- | --------------- | ------------------ | ---------- | ---- |
| 1    | Walter Laufer   | Vereinigte Staaten | 1:00,8     | Q    |
| 2    | Katsuo Takaishi | Japan              | 1:01,2     | Q    |
| 3    | August Heitmann | Deutsches Reich    | 1:02,2     | q    |
| 4    | Eskil Lundahl   | Schweden           | 1:03,0     |      |
| 5    | Hernán Schüler  | Chile              |            |      |

Lauf 2
| Rang | Athlet              | Nation      | Zeit (min) | Anm. |
| ---- | ------------------- | ----------- | ---------- | ---- |
| 1    | Rezső Wanié         | Ungarn      | 1:03,4     | Q    |
| 2    | Francisco Uranga    | Argentinien | 1:05,6     | Q    |
| 3    | Gustave Klein       | Frankreich  | 1:05,8     |      |
| 4    | Mario Astaburuaga   | Chile       |            |      |
| 5    | Martial Van Schelle | Belgien     |            |      |

Lauf 3
| Rang | Athlet             | Nation             | Zeit (min) | Anm. |
| ---- | ------------------ | ------------------ | ---------- | ---- |
| 1    | Johnny Weissmüller | Vereinigte Staaten | 1:00,0     | Q    |
| 2    | Walter Spence      | Kanada             | 1:00,6     | Q    |
| 3    | Norman Brooks      | Großbritannien     | 1:03,4     |      |
| 4    | Herbert Heinrich   | Deutsches Reich    |            |      |

Lauf 4
| Rang | Athlet          | Nation             | Zeit (min) | Anm. |
| ---- | --------------- | ------------------ | ---------- | ---- |
| 1    | Antal Gáborfi   | Ungarn             | 1:04,0     | Q    |
| 2    | Antonio Conelli | Königreich Italien | 1:07,0     | Q    |
| 3    | Adán Gordón     | Panama             | 1:10,8     |      |

Lauf 5
| Rang | Athlet                | Nation      | Zeit (min) | Anm. |
| ---- | --------------------- | ----------- | ---------- | ---- |
| 1    | Alberto Zorrilla      | Argentinien | 1:01,8     | Q    |
| 2    | Knut Olsen            | Norwegen    | 1:05,0     | Q    |
| 3    | Sven-Pelle Pettersson | Schweden    | 1:06,4     |      |
| 4    | Faelo Zúñiga          | Chile       |            |      |

Lauf 6
| Rang | Athlet          | Nation             | Zeit (min) | Anm. |
| ---- | --------------- | ------------------ | ---------- | ---- |
| 1    | George Kojac    | Vereinigte Staaten | 1:01,6     | Q    |
| 2    | Karl Schubert   | Deutsches Reich    | 1:03,8     | Q    |
| 3    | Reginald Sutton | Großbritannien     | 1:04,0     |      |
| 4    | Munroe Bourne   | Kanada             |            |      |

Lauf 7
| Rang | Athlet              | Nation             | Zeit (min) | Anm. |
| ---- | ------------------- | ------------------ | ---------- | ---- |
| 1    | István Bárány       | Ungarn             | 1:01,2     | Q    |
| 2    | Emilio Polli        | Königreich Italien | 1:04,0     | Q    |
| 3    | Henk van Essen      | Niederlande        | 1:07,4     |      |
| 4    | José González       | Spanien            |            |      |
| 5    | Władysław Kuncewicz | Polen              | 1:10,8     |      |

### Halbfinale
Das Halbfinale wurde am 10. August ausgetragen. Die ersten zwei Athleten eines jeden Laufs und der zeitschnellste Dritte qualifizierten sich für das Finale.
Halbfinale 1
| Rang | Athlet          | Nation             | Zeit (min) | Anm. |
| ---- | --------------- | ------------------ | ---------- | ---- |
| 1    | Katsuo Takaishi | Japan              | 1:00,0     | Q    |
| 2    | Walter Laufer   | Vereinigte Staaten | 1:00,6     | Q    |
| 3    | Walter Spence   | Kanada             | 1:01,4     | q    |
| 4    | Antal Gáborfi   | Ungarn             | 1:04,8     |      |
| 5    | Antonio Conelli | Königreich Italien |            |      |

Halbfinale 2
| Rang | Athlet           | Nation             | Zeit (min) | Anm. |
| ---- | ---------------- | ------------------ | ---------- | ---- |
| 1    | George Kojac     | Vereinigte Staaten | 1:01,0     | Q    |
| 2    | Alberto Zorrilla | Argentinien        | 1:01,6     | Q    |
| 3    | Rezső Wanié      | Ungarn             | 1:03,8     |      |
| 4    | Francisco Uranga | Argentinien        |            |      |
| 5    | Karl Schubert    | Deutsches Reich    |            |      |

Halbfinale 3
| Rang | Athlet             | Nation             | Zeit (min) | Anm.  |
| ---- | ------------------ | ------------------ | ---------- | ----- |
| 1    | Johnny Weissmüller | Vereinigte Staaten | 0:58,6     | Q, OR |
| 2    | István Bárány      | Ungarn             | 1:00,8     | Q     |
| 3    | August Heitmann    | Deutsches Reich    | 1:03,6     |       |
| 4    | Knut Olsen         | Norwegen           |            |       |
| 5    | Emillio Polli      | Königreich Italien |            |       |

### Finale
11. August 1928
| Rang | Athlet             | Nation             | Zeit (min) | Anm. |
| ---- | ------------------ | ------------------ | ---------- | ---- |
| 1    | Johnny Weissmüller | Vereinigte Staaten | 0:58,6     | OR   |
| 2    | István Bárány      | Ungarn             | 0:59,8     |      |
| 3    | Katsuo Takaishi    | Japan              | 1:00,0     |      |
| 4    | George Kojac       | Vereinigte Staaten | 1:00,8     |      |
| 5    | Walter Laufer      | Vereinigte Staaten | 1:01,0     |      |
| 6    | Walter Spence      | Kanada             | 1:01,4     |      |
| 7    | Alberto Zorrilla   | Argentinien        | 1:01,6     |      |